# Mychonia ustularia
Mychonia ustularia är en fjärilsart som beskrevs av W. Warren 1904. Mychonia ustularia ingår i släktet Mychonia och familjen mätare. Inga underarter finns listade i Catalogue of Life.